# Khaled Korbi
Khaled Korbi (La Manouba, 16 de dezembro de 1985) é um futebolista profissional tunisiano que atua como meia.

## Carreira
Khaled Korbi representou o elenco da Seleção Tunisiana de Futebol no Campeonato Africano das Nações de 2012.